# 吳淇
吴淇，字伯其，睢州人，清朝政治人物。
順治十五年（1658年）戊戌進士，官至江蘇鎮江府同知。工詩，有《雨蕉斋诗集》。